# 広沢一郎
広沢 一郎（ひろさわ いちろう、戸籍名：廣澤 一郎、1963年〈昭和38年〉12月27日 - ）は、日本の政治家、実業家。名古屋市長（第36代）。減税日本代表代行。
キングソフト代表取締役、愛知県議会議員（1期）、名古屋市副市長、減税日本幹事長兼選挙対策委員長、日本保守党事務局次長を歴任。

## 来歴
愛知県名古屋市瑞穂区生まれ。名古屋市立陽明小学校、名古屋市立汐路中学校、愛知県立瑞陵高等学校卒業。1986年、慶應義塾大学経済学部卒業。
大学卒業後は瑞穂区のブラザー工業に勤務し、同社が1986年より展開するパソコンソフト販売チャネル（自動販売機）の「ソフトベンダーTAKERU」事業に1989年より携わる。1994年、TAKERU事業が子会社であるエクシングに譲渡されたことで同社に出向。TAKERUが1997年2月に展開を終了するまで、営業を担当した。
TAKERUは展開当初は「販売するソフトが少ない」という問題を抱えていたが、メーカー製のパッケージ版の旧作を安価に販売する「名作文庫シリーズ」や、パッケージ版では展開しづらいMSXやX68000などマイナーハードへの移植版などをプロデュースし、息の長いシステムに育てた。大手メーカーは自社の主力ソフトを自社で販売したがり、TAKERUでの販売を嫌がったため、広沢は『ソーサリアン』追加シナリオ集のようなニッチなソフトや、無名メーカー製ソフトのプロデュースに注力し、中でも『宝魔ハンターライム』（サイレンス）はTAKERUから始まりコンシューマやOVAにまで展開される大ヒット作となった。MSX版『ソーサリアン』も大ヒットとなり、2016年11月にブラザー工業が開催したTAKERUの30周年イベント「今蘇るソフトベンダーTAKERU伝説」でも、元TAKERU運営チームの広沢が元『MSX・FAN』誌の北根編集長とともに登壇し、その功績が讃えられた。移植版は基本ベタ移植だったが、1990年代中ごろにもなるとPC-98以外のハードではそもそも市販されるソフト自体が少なくなっていたので、特にMSXユーザーには有難がられた（この時期のMSXユーザーは『MSX・FAN』の付録ディスクとTAKERUだけが命綱だった）。移植版は、メーカーにライセンスを依頼し、ブラザー工業側で移植を行う形で、メーカー側としては開発費も何もかからず楽だったが、開発の人手が足りず、ブラザーの下請けとして移植を担当した現場は大変だったらしい。『ソーサリアン』を皮切りに『スーパー上海』『ブライ』とMSXで怒涛のソフトウェア攻勢を仕掛けたブラザー工業イメージ事業開発室SV事業グループ（ソフトベンダーTAKERUを扱っている部署）の広沢チーフは、『プリンセスメーカー』や『シムシティ』も可能ならやりたいと『MSX・FAN』誌で語っていたが、「全MSXユーザーが」注目したMSX版『シムシティ』は結局出なかった。（なお、市長になるゲームはプロデュースできなかったものの、後に本当に市長になる）
1993年頃よりTAKERUを通じて同人ソフトのプロデュースを手掛けた。それまで秋葉原のショップか即売会での頒布がメインだった同人ソフトを商業ベースに乗せたのは広沢の功績で、メジャーなソフトになると月に数万どころか数十万も売り上げることもあったという。同人ソフトをTAKERUで販売する際は、ソフトをエクシング営業の広沢に送付し、多い時には週に100本ほど広沢が審査して、合格したものを販売するという形式だった。隔月刊の情報誌「TAKERU PRESS」では、燃える同人担当ファイヤー広沢として同人ソフト業界を盛り上げた。同人ゲームだけでなく、『Imagical Musion Depot（ミューデポ）』などの同人音楽集や同人CG集も手掛けた。
1997年、TAKERU事業終了。事業終了時点で黒字だったという。同年、TAKERUの取引先の一つだった伊藤忠商事に誘われ、伊藤忠商事に入社。当時の伊藤忠商事のコンテンツ部門である宇宙情報マルチメディアカンパニーコンテンツ事業部で、プレステ用ソフト『メビウスリンク3D』（アイマジック）などを手掛けたが、1998年に退職。なお、伊藤忠商事でゲームの営業・プロデュースを担当した広沢が1年で辞めてしまったので、伊藤忠商事コンテンツ事業部は『メビウスリンク3D』の販促ポスターやホームページで営業・プロデューサーの募集をかけていたが、集まらなかったらしく、伊藤忠商事はゲームに参入してすぐに撤退。そのため、伊藤忠商事が発売した珍しいゲームの一つとなった。
1998年より、株式会社アイマジックの取締役に就任。「アイマジック」は元々は同人サークルで、1994年にリリースしたX68000用グラフィックソフト「ハイパーピクセルワークス ver2.00」がTAKERUで販売した最初のソフトだったが、同じくTAKERUで販売した『メビウスリンク』などの大ヒットにより株式会社化された（これによりコミケも、2000年開催のコミケット58より企業ブースで出展するようになった）。TAKERUで販売する際に使用する名義として、本来は「インダストリアルマジック」とするつもりだったが、TAKERUの文字制限から「アイマジック」となったという。なお、アイマジックの開発したデジタルカタログソフト『おうちでTAKERU』では、広沢が自ら画面に登場してTAKERUの紹介をしているのがみられる（おそらくTAKERU実機でも広沢が表示されていたと思われる）。
1998年、アイマジックのブランドであった「マグノリア」を引き継ぎ、ソフトウェア販売会社の株式会社マグノリアを設立して独立する。マグノリアでは、プレステ用ソフトの『ワールドプロテニス'98』（開発は服部博文）やパソコン用ソフトの『鉄道模型シミュレーター』（アイマジック）などをプロデュースした。また、将棋ソフトの「Bonanza」をプロデュースし、2006年開催の第16回世界コンピュータ将棋選手権では、AIなので将棋を指す腕がないBonanzaの代理として広沢社長が将棋を指し、優勝した。今大会では初めてインターネットでのライブ中継が行われ、競合ソフトが高価なワークステーションなどを用いる中、広沢が選手権でBonanzaを動かした、広沢の私物のノートパソコンと、それを冷却した広沢の愛用の赤いUSB扇風機がネットで話題となり、マグノリアが2006年11月に発売した「Bonanza 2.1 Commercial Edition」では“伝説の赤いUSB扇風機”こと「ボナンザ専用ファン」が同梱された。また、同社ではKCC（朝鮮コンピューターセンター）の開発した囲碁ソフト『銀星囲碁』のプロデュースも手掛けている。
2005年、中国の金山軟件の日本子会社として設立されたキングソフト株式会社代表取締役に就任。長くゲームのプロデュースを手掛けてきた広沢だが、キングソフト製のオンラインゲームは中国の歴史に根ざしたものだったので、すぐに日本で発売できるというものではなく、Microsoft Office互換ソフトの「WPS Office」が主力となった。

### 政界進出
2011年、愛知県議会議員選挙（瑞穂区選挙区）に減税日本公認（日本一愛知の会推薦）で立候補、11,420票を獲得し当選。当選後、減税日本幹事長に就任。2014年、第47回衆議院議員総選挙（愛知1区）に減税日本公認で立候補、18,343票を獲得するも落選。落選後、党幹事長を退任。2017年、名古屋市副市長が任期満了となり、新開輝夫の後任として、広沢の起用を市長の河村たかしが検討と報じられる。12月16日付で名古屋市副市長に就任。2021年12月15日、任期満了で副市長を退任。
2022年3月22日、名古屋市議会は河村が提出した広沢を市教育長に起用する人事案を、河村が代表を務める減税日本以外の全会派の反対により不同意とした。広沢が減税日本所属の元県議で党幹事長も務めていたことから議会側が「教育の中立性が損なわれる」と問題視した。同月27日、河村は、第26回参議院議員通常選挙愛知県選挙区（改選数4）に減税日本から広沢を擁立する考えを示した。減税日本と協力関係にある日本維新の会に公認を申請する方針を示し、4月9日に維新が広沢を公認すると発表した。同年7月10日の投開票の結果、17人中5位となり約4万票差の次点で落選した。参院選後に減税日本の幹事長に復帰した。2022年11月、翌年の第20回統一地方選挙での減税と維新の選挙協力が白紙になったことを受け、維新に離党届を提出した。
2023年5月、減税日本幹事長を退任し副代表兼選挙対策委員長に就任。10月17日、政治団体「日本保守党」の事務局次長に就任。2024年10月27日執行の第50回衆議院議員総選挙に河村が立候補したため、公示日の同月19日付で公職選挙法規定により名古屋市長を退職（自動失職）となり、来年の予定から前倒しする形で名古屋市長選挙が、同年11月24日に執行されることとなり、広沢は河村の後継指名を受けて、名古屋市長選への立候補を表明した。日本保守党と減税日本が、広沢の推薦を決定している。
選挙戦は1969年以来55年ぶり7人の争いとなり、11月24日の投開票では392,519票を獲得して元参議院議員で、自民、公明、立憲民主、国民民主の各党が推薦した大塚耕平らを破り、初当選を果たした。翌日の11月25日に第36代名古屋市長に就任した。市長選での当選を受け、12月4日に日本保守党の事務局次長を退任し、執行部から退いた。一方で同党の名古屋支部長は留任するとしている。また、減税日本での役職は代表代行に昇格した。
2025年6月30日の市役所での定例記者会見中に倒れ、救急車で病院に搬送された。市によると、血圧などの数値に異常はなく、会話ができる状態。担当した医師は特定の疾病ではなく、「日ごろの疲労がたまっていたところに、会見中の緊張などが重なって失神の前兆のような症状が出た」と診断した。
2025年8月6日、河村前市長のもと交流が途絶えていた中国の南京市と名古屋市の関係改善に意欲を示したことが日本保守党の支持者の反発を招いたことを受け、日本保守党の名古屋支部長を辞任した。離党については否定し、党員を継続するという。

## 選挙歴
| 当落 | 選挙                     | 執行日         | 年齢 | 選挙区               | 政党         | 得票数     | 得票率 | 定数 | 得票順位 /候補者数 | 政党内比例順位 /政党当選者数 |
| ---- | ------------------------ | -------------- | ---- | -------------------- | ------------ | ---------- | ------ | ---- | ------------------ | ---------------------------- |
| 当   | 2011年愛知県議会議員選挙 | 2011年4月10日  | 47   | 名古屋市瑞穂区選挙区 | 減税日本     | 1万1420票  | 41.3%  | 2    | 1/3                | /                            |
| 落   | 第47回衆議院議員総選挙   | 2014年12月14日 | 50   | 愛知県第1区          | 減税日本     | 1万8343票  | 25.13% | 1    | 4/6                | /                            |
| 落   | 第26回参議院議員通常選挙 | 2022年07月10日 | 58   | 愛知県選挙区         | 日本維新の会 | 35万1840票 | 11.36% | 4    | 5/19               | /                            |
| 当   | 2024年名古屋市長選挙     | 2024年11月24日 | 60   | ーー                 | 無所属       | 39万2519票 | 53.43% | 1    | 1/6                | /                            |

## 主なプロデュース作品
- プレイステーション
  - メビウスリンク3D（1998年、伊藤忠商事）
  - ワールドプロテニス'98（1998年、マグノリア）
  - ファミリー軍人将棋 （2002年、マグノリア） - ゲームアーカイブスでも配信（販売はハムスター）
  - ファミリーダイアモンド （2002年、マグノリア） - ゲームアーカイブスでも配信（販売はハムスター）

ブラザー工業時代は多数の同人ソフトのプロデュースを手掛けた。